# UCI-BMX-Racing-Weltcup
Der UCI-BMX-Racing-Weltcup ist eine vom Radsport-Weltverband UCI organisierte Wettkampfserie im BMX-Rennsport, die jährlich in mehreren Ländern weltweit ausgetragen wird. Von 2005 bis 2021 hieß die Serie UCI-BMX-Supercross-Weltcup.

## Geschichte

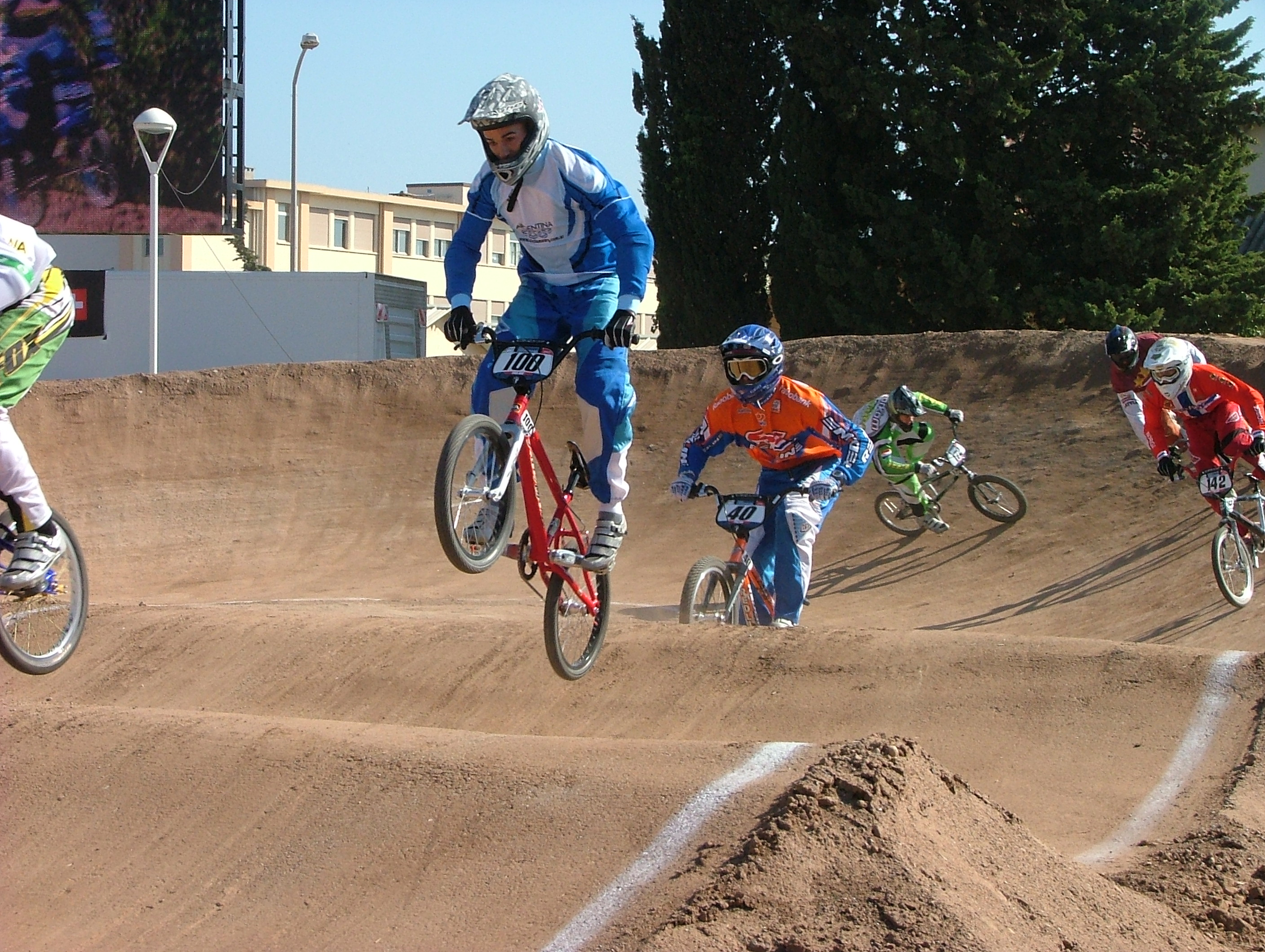
Szene vom Weltcup in Fréjus 2007.

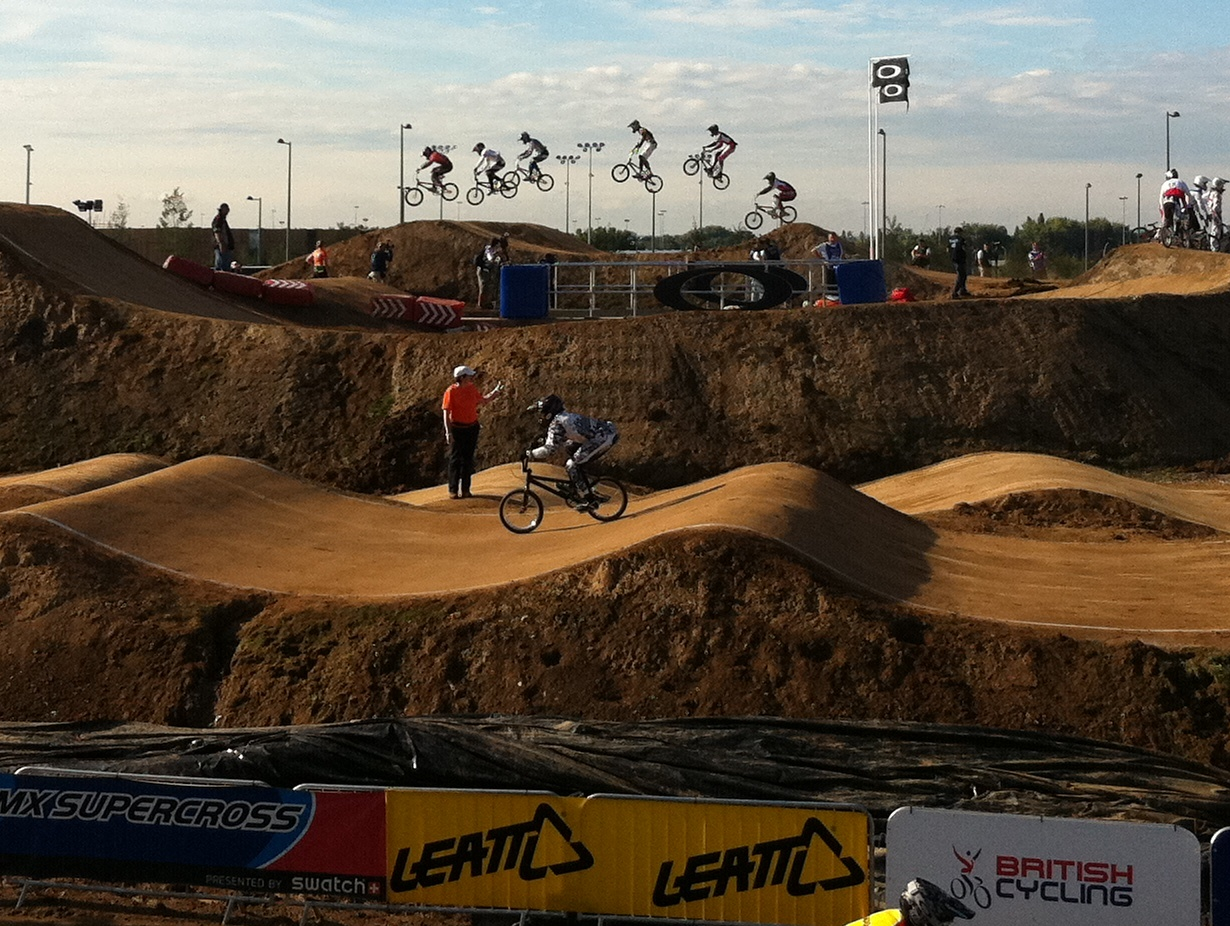
Der Weltcup im Lee Valley VeloPark 2011 war ein Testlauf für die olympischen Wettbewerbe im Jahr darauf.

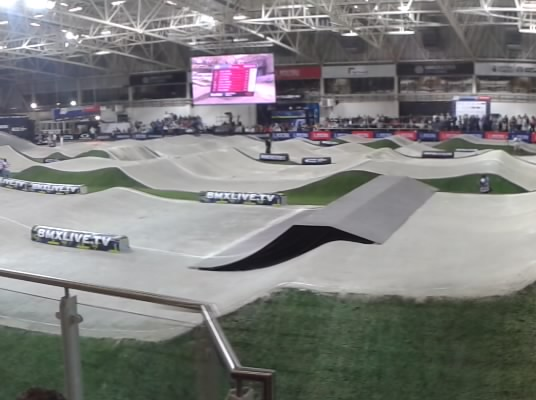
Die BMX-Halle im National Cycling Centre von Manchester (hier 2013) war fünfmal Austragungsort von Weltcup-Läufen.

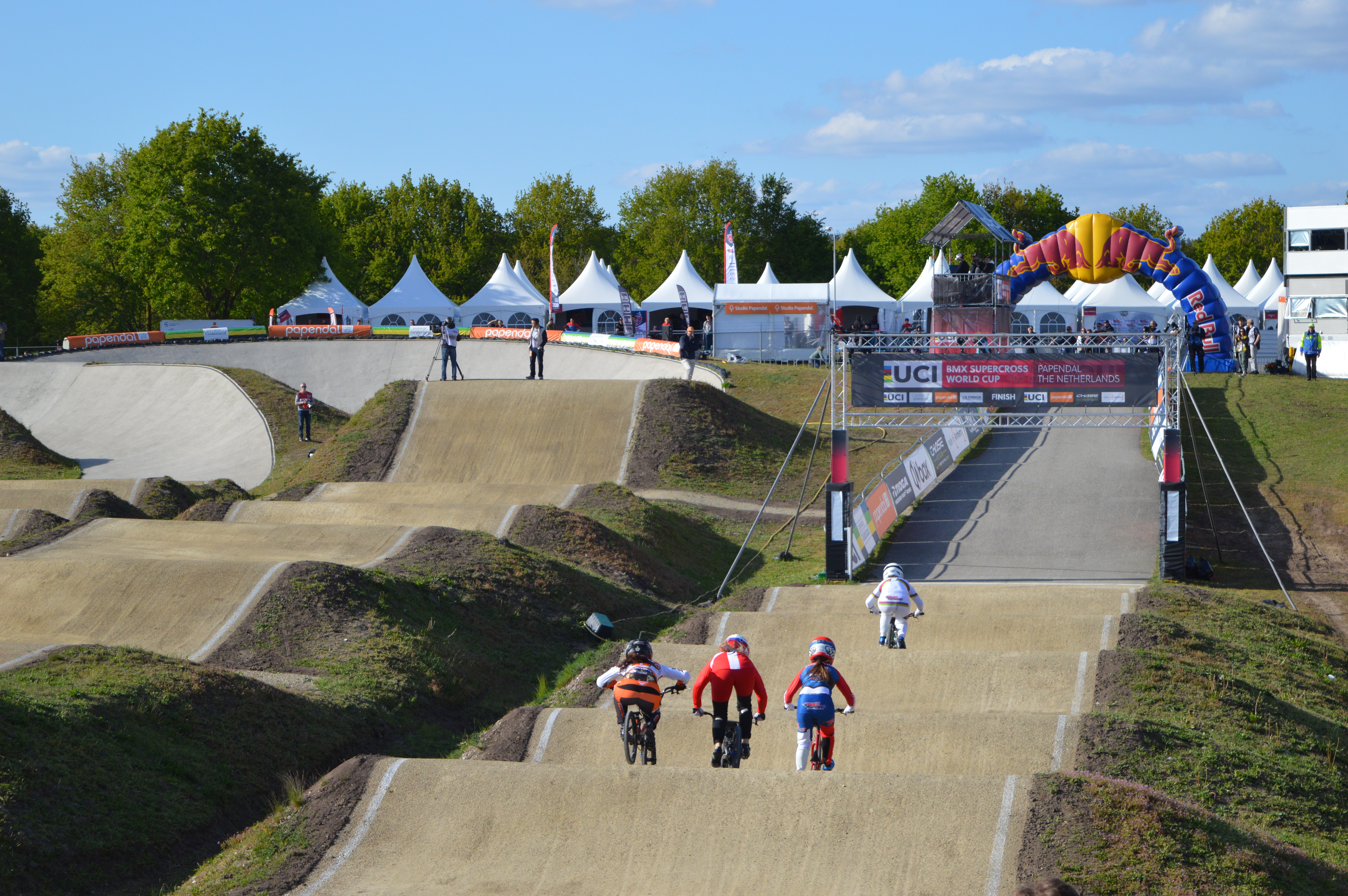
Das niederländische Papendal richtete seit Eröffnung der BMX-Bahn 2011 fast jedes Jahr einen Weltcup aus.

Ende 1993 betraute der damalige UCI-Präsident Hein Verbruggen den ehemaligen Generalsekretär der International BMX Federation Gerrit Does mit den Vorbereitungen für einen Weltcup. Dieses Bestreben reihte sich in ähnliche Vorhaben der UCI bei anderen Radsport-Disziplinen ein (Straßen-Weltcup ab 1989, Mountainbike-Weltcup ab 1991, Bahn- und Cyclocross-Weltcup ab 1993). 1995 wurden als Pilotprojekt zwei Läufe in Brighton und Columbus organisiert, allerdings als Einzelwettbewerbe ohne Gesamtwertung. Die ersten offiziell „Weltcup“ genannten Serien fanden 1996 und 1997 mit vier bzw. drei Läufen in Nord- und Südamerika, Australien sowie Europa statt. Sie umfassten Wettbewerbe in den Kategorien Elite und Junioren, jeweils für Männer und Frauen. 1998 und 2000 gab es nur jeweils einen Lauf, von dem nur die Elite-Sieger übermittelt sind. Der Weltcup 1999 fand nach einem speziellen Modus statt, bei dem die ersten drei Läufe als Qualifikation für ein Finale galten, in dem die Gesamtsieger ermittelt wurden.
Nach 2000 verschwand der Weltcup zunächst, verblieb aber weiter im Regelwerk. 2003 gab es eine UCI BMX Supercross genannte Veranstaltung, nunmehr mit TV-Übertragung. Sie wurde nur für Männer ausgetragen und galt als Ersatz für den Weltcup. Der erste Supercross fand September 2003 im Camp Woodward (Pennsylvania) statt. Für 2004 waren Läufe in Woodward West (Kalifornien) und Camp Woodward geplant, von denen aber nur der erste zur Ausführung kam.
2005 wurde der Supercross offiziell zum UCI BMX Supercross World Cup und fand in zwei Läufen statt. Es kamen nunmehr Rennbahnen zum Einsatz, die dem heute üblichen Format entsprachen, während es zuvor oft Downhill-Strecken gewesen waren. Die Formatänderung wurde mit der Vorbereitung auf die Olympischen Spiele 2008 begründet, bei denen BMX-Rennen erstmals im Programm standen. Elite und Junioren der Männer fuhren ein gemeinsames Klassement aus. 2006 fanden wiederum zwei Läufe statt. 2007 wurde der Weltcup auf vier Läufe ausgedehnt, darunter ein Testlauf für die olympischen Spiele auf dem Laoshan BMX Field. Außerdem wurde der Frauen-Weltcup wieder eingeführt, auch hier als kombinierte Klasse für Elite und Junioren. Zunächst wurden Frauen-Wettkämpfe nur bei einem Teil der Läufe abgehalten, 2008 bei 3 von 5 Runden, 2009 dann bei allen.
Der BMX-Weltcup hatte sich nun etabliert, zumal die Disziplin als olympischer Wettbewerb mehr Unterstützung durch die nationalen Verbände genoss. In den folgenden Jahren fand er stets in vier bis fünf Runden statt. Seit 2017 werden an jedem Standort zwei Runden an aufeinanderfolgenden Tagen gefahren.
In der Saison 2020 ging nur das erste Wochenende ungestört über die Bühne. Das zweite Wochenende Anfang Februar wurde wegen starker Winde abgebrochen. Die Corona-Pandemie erzwang dann zunächst den Aufschub und schließlich die Absage der drei übrigen Wochenenden.
2021 wurde ein U23-Klassement eingeführt. U23-Fahrer (aber nicht Junioren) konnten wählen, ob sie in diesem oder im allgemeinen Klassement antreten wollten. 2022 wurde das U23-Klassement in eins für U23 und Junioren umgewandelt. Zudem wurde das Wort „Supercross“ aus dem Namen gestrichen. Die Wettkampfserie heißt nunmehr UCI BMX Racing World Cup (englisch) bzw. Coupe du Monde BMX Racing UCI (französisch).

## Modus
Die Modalitäten des Weltcups sind in Abschnitt 6.3 des UCI-Regelwerks definiert. Es gibt für Männer wie für Frauen ein Klassement in der Kategorie Elite sowie ein gemeinsames Klassement für U23 und Junioren. U23-Fahrer dürfen jedoch bei jedem Rennen einzeln entscheiden, in welchem Klassement sie antreten. Die Weltcup-Rennen werden – wie alle BMX-Wettbewerbe auf Championship-Niveau – ausschließlich auf 20 Zoll-Rädern ausgetragen.
Eine Weltcup-Saison besteht in der Regel aus 8 bis 10 Rennen in einem Kalenderjahr, jeweils zwei an einem Austragungsort. Am Ende einer Saison wird durch Addition der erzielten Weltranglistenpunkte in den einzelnen Rennen eine Gesamtwertung erstellt. Die Weltranglistenpunkte werden wie folgt verteilt:
| Platz  | 1   | 2   | 3   | 4   | 5   | 6   | 7   | 8   | 9   | 10  | … | 64 |
| Punkte | 500 | 430 | 370 | 318 | 273 | 235 | 202 | 174 | 165 | 157 | … | 8  |

Eine Weltcup-Runde besteht aus einer Vielzahl einzelner Läufe von jeweils vier bis acht Fahrern, deren genaue Konfiguration von der Anzahl der Teilnehmer abhängt. In der ersten Runde und den folgenden Hoffnungsläufen kommen etwa zwei Drittel der Teilnehmer weiter. Danach treten im K.-o.-System meist acht Fahrer gegeneinander an, von denen die besten vier weiterkommen, bis im Finale noch acht übrig sind. In der ersten Runde werden die Teilnehmer gemäß ihrem Weltcup-Ranking gesetzt. Die ursprünglich übliche Qualifikation über ein Zeitfahren wurde nach 2016 abgeschafft.
Das Preisgeld für den Gesamtsieg im Weltcup beträgt 2024 in der Elite 10,000 €. Die Prämie für den Sieg in einem Einzelrennen beläuft sich auf 2,500 €. Das Preisgeld für Männer und Frauen ist seit 2016 gleich.

## Gesamtsieger

### Männer

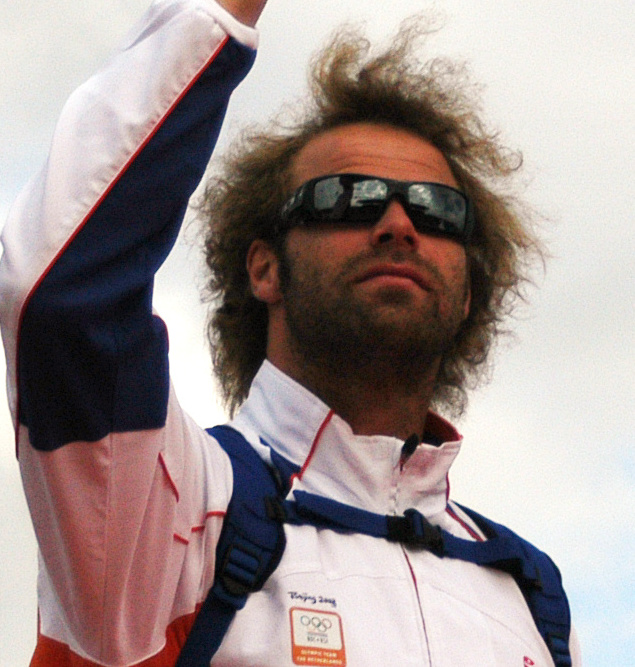
Robert de Wilde gewann als einziger viermal die Gesamtwertung.

| Jahr                        | Erster            | Zweiter            | Dritter               |
| --------------------------- | ----------------- | ------------------ | --------------------- |
| 1996                        | Jamie Staff       | Thomas Allier      | Dale Holmes           |
| 1997                        | Dale Holmes       | Thomas Allier      | Jesse Carlsson        |
| 1998                        | Dennis Labigang   | unbekannt          | unbekannt             |
| 1999                        | Robert de Wilde   | Joachim Enault     | Jason Richardson      |
| 2000                        | Mario Andrés Soto | unbekannt          | unbekannt             |
| 2001–2002 nicht ausgetragen |                   |                    |                       |
| 2003                        | Robert de Wilde   | Robbie Miranda     | Michal Prokop         |
| 2004                        | Derek Betcher     | Mike Day           | Michal Prokop         |
| 2005                        | Robert de Wilde   | Cristian Becerine  | Randy Stumpfhauser    |
| 2006                        | Donny Robinson    | Michal Prokop      | Mike Day              |
| 2007                        | Robert de Wilde   | Donny Robinson     | Damien Godet          |
| 2008                        | Donny Robinson    | David Herman       | Kyle Bennett          |
| 2009                        | Sam Willoughby    | Ivo van der Putten | Donny Robinson        |
| 2010                        | Māris Štrombergs  | Sam Willoughby     | Connor Fields         |
| 2011                        | Joris Daudet      | Marc Willers       | Raymon van der Biezen |
| 2012                        | Sam Willoughby    | Connor Fields      | Twan van Gendt        |
| 2013                        | Connor Fields     | Jelle van Gorkom   | Connor Fields         |
| 2014                        | Liam Phillips     | Anthony Dean       | Twan van Gendt        |
| 2015                        | Liam Phillips     | Niek Kimmann       | Amidou Mir            |
| 2016                        | Corben Sharrah    | David Graf         | Māris Štrombergs      |
| 2017                        | Sylvain André     | Connor Fields      | Tory Nyhaug           |
| 2018                        | Niek Kimmann      | Joris Daudet       | Sylvain André         |
| 2019                        | Niek Kimmann      | Alfredo Campo      | David Graf            |
| 2020                        | Connor Fields     | Anthony Dean       | Carlos Ramírez        |
| 2021                        | Simon Marquart    | Carlos Ramírez     | Joris Daudet          |
| 2022                        | Sylvain André     | Cameron Wood       | Izaac Kennedy         |
| 2023                        | Romain Mahieu     | Joris Daudet       | Diego Arboleda        |
| 2024                        | Izaac Kennedy     | Cédric Butti       | Niek Kimmann          |

### Frauen

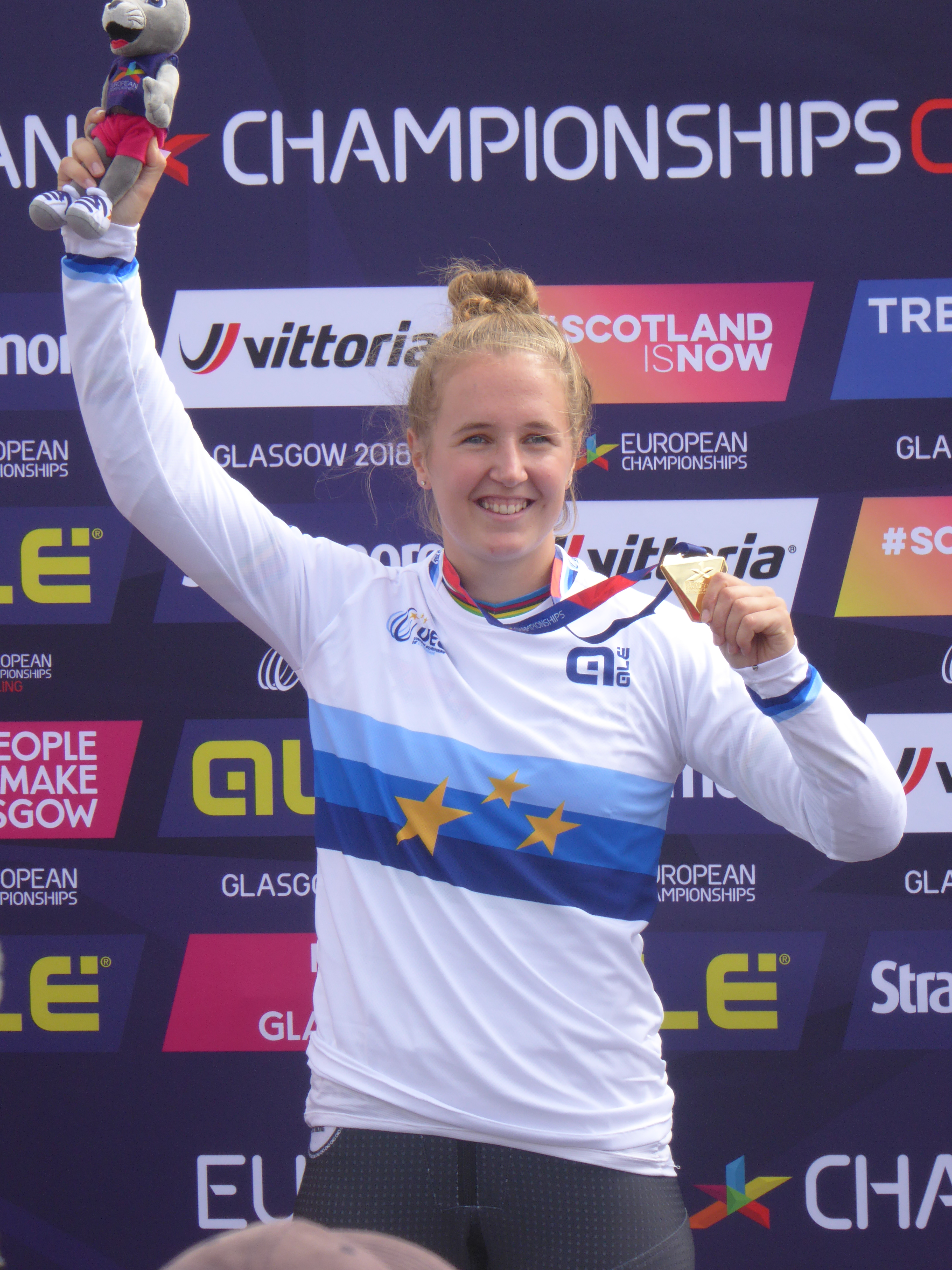
Laura Smulders gewann den Weltcup fünfmal.

| Jahr                        | Erste                 | Zweite                | Dritte             |
| --------------------------- | --------------------- | --------------------- | ------------------ |
| 1996                        | Kerstin Munski        | Karien Gubbels        | Natascha Massop    |
| 1997                        | Natarsha Williams     | Karien Gubbels        | Kerstin Munski     |
| 1998                        | Rachael Marshall      | unbekannt             | unbekannt          |
| 1999                        | Natarsha Williams     | Dagmara Poláková      | Rianne Busschers   |
| 2000                        | Natarsha Williams     | unbekannt             | unbekannt          |
| 2001–2006 nicht ausgetragen |                       |                       |                    |
| 2007                        | Laëtitia Le Corguillé | María Gabriela Díaz   | Sarah Walker       |
| 2008                        | Arielle Martin        | Laëtitia Le Corguillé | Sarah Walker       |
| 2009                        | Laëtitia Le Corguillé | Eva Ailloud           | Arielle Martin     |
| 2010                        | Laëtitia Le Corguillé | Caroline Buchanan     | Sarah Walker       |
| 2011                        | Sarah Walker          | Magalie Pottier       | Mariana Pajón      |
| 2012                        | Caroline Buchanan     | Magalie Pottier       | Alise Post         |
| 2013                        | Mariana Pajón         | Arielle Martin        | Laura Smulders     |
| 2014                        | Caroline Buchanan     | Mariana Pajón         | Laura Smulders     |
| 2015                        | Mariana Pajón         | Stefany Hernández     | Alise Post         |
| 2016                        | Laura Smulders        | Brooke Crain          | Simone Christensen |
| 2017                        | Laura Smulders        | Mariana Pajón         | Simone Christensen |
| 2018                        | Laura Smulders        | Saya Sakakibara       | Judy Baauw         |
| 2019                        | Laura Smulders        | Felicia Stancil       | Alise Willoughby   |
| 2020                        | Alise Willoughby      | Saya Sakakibara       | Manon Valentino    |
| 2021                        | Mariana Pajón         | Laura Smulders        | Felicia Stancil    |
| 2022                        | Laura Smulders        | Zoé Claessens         | Beth Shriever      |
| 2023                        | Saya Sakakibara       | Laura Smulders        | Beth Shriever      |
| 2024                        | Saya Sakakibara       | Manon Veenstra        | Alise Willoughby   |

### Männer U23
| Jahr | Erster       | Zweiter           | Dritter             |
| ---- | ------------ | ----------------- | ------------------- |
| 2021 | Asuma Nakai  | Wannes Magdelijns | Cristhian Castro    |
| 2022 | Léo Garoyan  | Rico Bearman      | Tatyan Lui-Hin-Tsan |
| 2023 | Rico Bearman | Matéo Colsenet    | Thomas Maturano     |
| 2024 | Oliver Moran | Bennett Greenough | Jesse Asmus         |

### Frauen U23
| Jahr | Erste             | Zweite            | Dritte            |
| ---- | ----------------- | ----------------- | ----------------- |
| 2021 | Thayla Burford    | Léa Brindjonc     | Jui Yabuta        |
| 2022 | Veronika Stūriška | Aiko Gommers      | Thayla Burford    |
| 2023 | Tessa Martinez    | Veronika Stūriška | Ava Corley        |
| 2024 | Teya Rufus        | Isabell May       | Veronika Stūriška |

### Junioren
| Jahr | Erster           | Zweiter       | Dritter          |
| ---- | ---------------- | ------------- | ---------------- |
| 1996 | Sascha Meyenborg | Carmine Falco | Jacguel Gonzalez |
| 1997 | Lukáš Tamme      | Brant Moisel  | Scott Burston    |
| 1998 | unbekannt        | unbekannt     | unbekannt        |
| 1999 | Jamie Gray       | Milan Krebs   | Michal Prokop    |
| 2000 | unbekannt        | unbekannt     | unbekannt        |

### Juniorinnen
| Jahr | Erste               | Zweite         | Dritte           |
| ---- | ------------------- | -------------- | ---------------- |
| 1996 | Karine Chambonneau  | Ilse Freriks   | Tatjana Schocher |
| 1997 | Rachael Marshall    | Alesha Pollard | Ellen Bollansee  |
| 1998 | unbekannt           | unbekannt      | unbekannt        |
| 1999 | María Gabriela Díaz | Simone Dür     | Tanya Bailey     |
| 2000 | unbekannt           | unbekannt      | unbekannt        |